# 5150, rue des Ormes (film)
Pour le roman, voir 5150, rue des Ormes.
Pour plus de détails, voir Fiche technique et Distribution.
5150, rue des Ormes est un film québécois d'Éric Tessier, sorti en 2009 et adapté du roman homonyme de Patrick Senécal.

## Synopsis
Le 5150, rue des Ormes se situe au bout d'une petite rue tranquille dans une petite ville sans histoire. À la suite d'un accident de vélo causé par un chat, Yannick Bérubé, un jeune étudiant en cinéma qui s'est retrouvé au mauvais endroit, au mauvais moment, y rencontre Jacques Beaulieu. 
Dans la maison de Jacques, Yannick est interpelé par les cris d'une personne semblant appeler à l'aide. À l'étage, il découvre un homme agonisant dans une petite pièce. Jacques le surprend et décide alors de le séquestrer pour protéger son secret ; en effet, convaincu d'être un juste, Jacques Beaulieu s'est donné pour mission de tuer ceux qu'il juge non justes. Peu après, Yannick découvre la famille du patriarche : son épouse, Maude, une chrétienne très pratiquante, complètement soumise à sa volonté ; sa fille aînée, Michelle, une adolescente impulsive et violente à qui seul son père en impose ; sa fille cadette, Anne, une fillette muette au regard vide ne cherchant qu'à causer du tort à son père malgré son handicap. 
Yannick est donc emprisonné dans cette maison pendant des semaines et sa seule façon d'en sortir est de battre Jacques aux échecs.

## Fiche technique
- Titre original : 5150, rue des Ormes
- Réalisation : Éric Tessier
- Scénario : Éric Tessier et Patrick Senécal, d'après son roman 5150, rue des Ormes
- Direction artistique : David Pelletier
- Costumes : Carmen Alie
- Photographie : François Dutil
- Montage : Alain Baril
- Musique : Christian Clermont
- Production : Pierre Even et Josée Vallée ; Richard Speer (exécutif)
- Société de production : Cirrus Communications (Rue des Ormes)
- Dates de sortie : Québec : 9 octobre 2009
- Durée : 110 minutes

## Distribution
- Marc-André Grondin : Yannick Bérubé[3]
- Normand D'Amour : Jacques Beaulieu[3]
- Sonia Vachon : Maude Gauthier[3]
- Mylène St-Sauveur : Michelle Beaulieu[3]
- Élodie Larivière : Anne Beaulieu[3]
- Normand Chouinard : Jérôme Bérubé[3]
- Catherine Bérubé : Josée[3]
- Louise Bombardier : Francine Bérubé[3]
- Pierre-Luc Lafontaine : Simon[3]
- René-Daniel Dubois : Jean-Guy Ruel[3]

## Distinctions
- Prix du public au festival du film fantastique de Gérardmer 2010[4].